# Katholische Hochschulgemeinde
Eine Katholische Hochschulgemeinde (kurz KHG) ist die in den „alten Bundesländern“ häufigste Bezeichnung für eine seelsorgerische Einrichtung der römisch-katholischen Kirche an den Hochschulen mit dem Zweck der seelsorgerischen Betreuung der Studenten, die auf Grund des Studiums aus ihren Heimatgemeinden herausgenommen sind. In der Regel gelten Hochschulgemeinden nach dem Kirchenrecht auch nicht als normale Gemeinde. In den „neuen Bundesländern“ wird hingegen überwiegend noch die traditionelle – und auch in der Bundesrepublik bis Ende der 1960er-Jahre übliche, heute noch vereinzelt anzutreffende – Bezeichnung Katholische Studentengemeinde (kurz KSG; mittlerweile „geschlechtergerecht“ auch Katholische Studierengemeinde) verwendet. In Deutschland gibt es etwa 125 Katholische Hochschulgemeinden von unterschiedlicher Größe, die teilweise mit den bundesweit über 100 katholischen Studierendenwohnheimen vernetzt sind.

## Struktur

### Externe Struktur
In der Regel wird an jeder Universität, Fachhochschule oder vergleichbaren Bildungseinrichtung vom zuständigen Diözesanbischof eine Hochschulgemeinde errichtet. Die Leitung hat ein Pfarrer oder Pastoralreferent inne.
Kleinere oder nahe zusammenliegende Hochschulgemeinden werden im Allgemeinen zu einer einzigen Hochschulgemeinde zusammengefasst, so beispielsweise die Gemeinden in Landau-Germersheim, oder durch den jeweils größeren Standort mitbetreut, so in Kaiserslautern und Zweibrücken.
Eine Ausnahme stellt Berlin dar, da es hier für 16 öffentliche Hochschulen (davon fünf Universitäten) und Fachhochschulen mit über 200.000 Studierenden eine zentrale Hochschulgemeinde gibt. Diese befindet sich im Stadtteil Prenzlauer Berg. Ähnlich gibt es nur eine zentrale Hochschulgemeinde („Campussegen“) im Bistum Essen mit Sitz in der Hustadt im Bochumer Stadtteil Querenburg und im Essener Nordviertel, die für die drei Universitäten Duisburg-Essen, Ruhr-Universität Bochum und Folkwang Universität der Künste sowie zahlreiche Hochschulen zuständig ist.
Hochschulgemeinden richten sich an einen speziellen Personenkreis (Studenten und Mitarbeiter an Hochschulen). Sie fallen somit ebenso wie die Militärseelsorge in den Bereich der Kategorialseelsorge und sind keine Territorialpfarrei.
Rechtlich unterstehen sie meist direkt dem Bischof oder dem Bischöflichen Ordinariat.
Die katholischen Hochschulgemeinden sind in Deutschland in der Arbeitsgemeinschaft Katholischer Hochschulgemeinden organisiert. Deren Seelsorger und Hauptamtliche sind in der Konferenz für Katholische Hochschulpastoral in Deutschland organisiert.
In Österreich wird die Katholische Hochschulgemeinde von der Katholischen Hochschuljugend (KHJ) getragen (Ausnahme: Wien). Die KHJ wählt jährlich zwei Vorsitzende. Eine KHG gibt es an allen Hochschulorten, also in
- Linz (KHG und KHJ)
- Leoben (KHG und KHJ)
- Graz (KHG und KHJ)
- Innsbruck (KHG und KHJ)
- Klagenfurt (KHG und KHJ)
- Salzburg (KHG und KHJ Wiener-Philharmoniker-Gasse)

In Wien ist die Katholische Hochschulgemeinde dreigeteilt. Die KHG Karlskirche (zuständig für TU Wien, Veterinärmedizinische Universität sowie Kunstuniversitäten Wiens) ist vom Opus Dei getragen.
In Innsbruck unterhält die KHG seit 2008 das Bischof-Paulus-Heim.
In der Schweiz wurden mehrere Katholische Hochschulgemeinden (insbesondere Katholische Universitätsgemeinde Basel, Aki Bern, Hochschulseelsorge Luzern, Aki Zürich) von Jesuiten gegründet. Die Katholischen Hochschulgemeinden von Basel, Luzern und Zürich werden nach wie vor von den Schweizer Jesuiten getragen. Die Katholische Hochschulgemeinde Zürich, deren Haus (Akademikerhaus oder kurz „Aki“ genannt) vor einem Jahrhundert eröffnet wurde, feierte im Herbst 2018 ihren 100. Geburtstag.

### Interne Struktur
Die meisten Hochschulgemeinden haben, wie  Ortsgemeinden, eine Art Pfarrgemeinderat. Dieser Rat wird meistens einmal im Jahr oder einmal im Semester aus den aktiven Mitgliedern der Hochschulgemeinde gewählt. Oft gehört dem Rat auch der zuständige Seelsorger an.
Viele große Hochschulgemeinden untergliedern sich selbst auch in unterschiedliche Kreise. Diese Kreise sind entweder interessenabhängig (z. B. Kochen, Sport, Sprachen etc.) oder, wie in der KSG Dresden, von den verschiedenen Studienfachrichtungen.
In jeder Hochschulgemeinde gibt es einen wöchentlichen Gemeindeabend sowie geistliche Veranstaltungen, wie Andachten, Gottesdienste und Wallfahrten, und Weiterbildungsveranstaltungen. Zum Programm der Hochschulgemeinden gehören auch überparteilich-politische Veranstaltungen, sozial- und gesellschaftspolitische Veranstaltungen und vor allem auch gesellige Veranstaltungen.